# Rapcore
Rapcore (även kallad punkrap eller rappunk) är en undergenre till raprock som kombinerar inslag av hiphop med punkrock och hardcorepunk.

## Historik
Rapcore har sitt ursprung i raprock, en genre som blandar hiphop med rock. Beastie Boys, tidigare en hardcorepunk-grupp, bytte stil och började experimentera med hiphop. Deras debutalbum, Licensed to Ill, innehöll till stor del ett rockbaserat sound. Biohazard anses ha haft stor inverkan på genrens utveckling. Det Huntington Beach-baserade punkbandet Hed PE framför en blandning av olika musikstilar som sträcker sig emellan hiphop och reggae till punkrock, hardcorepunk och heavy metal. Trots att de anses spela inom rapcore-genren, kallar de själva sin musik för "G-punk". Kottonmouth Kings utför en stil som de kallar "psykedelisk hiphop-punkrock."
Bland den första vågen av band att få konventionell framgång fanns grupper såsom 311, Bloodhound Gang, Limp Bizkit, Steriogram och Suicidal Tendencies. Under 2008 nådde rapcore-bandet Hollywood Undead stora framgångar med deras debutalbum Swan Songs.
Trots att raprockens genrers popularitet tros vara på tillbakagång, tror vissa att rapcore kan återfå popularitet i och med att yngre fans upptäcker band inom genren. Drew Simollardes från rapcorebandet Reveille berättade "Det känns som att det på senaste tiden har blivit mer lämpligt. Folk är trötta på mycket av det som finns därute just nu."